# Alessandro Rossi (allenatore di pallacanestro)
Alessandro Roberto Rossi (Napoli, 22 agosto 1983) è un allenatore di pallacanestro italiano, attuale coach del Treviso Basket.

## Carriera
Inizia la sua carriera di allenatore nel 2005-06 nelle giovanili del Napoli Basket. Nel 2013 si trasferisce alla NPC Rieti da assistente allenatore nel campionato di Serie B nazionale.
Nel 2014-15 raggiunge la promozione in A2. Nel 2017, a seguito dell'esonero di Luciano Nunzi, gli viene affidata la prima squadra. Nel primo anno sotto la sua guida, la squadra sfiora i play-off mettendo a segno il maggior numero di vittorie del club in una singola stagione di A2. L'anno successivo raggiunge i play-off dove Rieti elimina Forlì salvo arrendersi a Treviso nel turno successivo. Nel 2019-20 la stagione viene interrotta dalla pandemia di COVID-19 con la squadra al 5º posto in classifica.
Nel 2021-22 viene chiamato dalla Givova Scafati del patron Aniello Longobardi con cui raggiunge al primo tentativo la promozione in Serie A, ottenendo il maggior numero di vittorie in una singola stagione nella storia del club e senza alcuna sconfitta in casa al PalaMangano tra campionato e play-off. Nel 2022-23 esordisce dunque da allenatore in Serie A, ma la sua avventura nella massima serie termina dopo sole 6 partite a causa di un esonero. 
Nell'estate 2023 ha ricoperto la carica di assistant coach dell'Italia under 20 allenata da Alessandro Magro ed impegnata negli Europei di categoria svoltisi a Heraklion. 
In vista dell'annata 2023-24 gli viene affidata la panchina della Real Sebastiani Rieti, che si apprestava a partecipare al campionato di Serie A2. La prima stagione alla guida della squadra reatina termina con un 3º posto ottenuto nel girone verde, ed una sconfitta in semifinale per mano della Fortitudo Pallacanestro Bologna 103. Nel campionato successivo, stavolta a girone unico in virtù dell’entrata a pieno regime della riforma dei campionati, porta i reatini al 4º posto e nuovamente in semifinale, dove stavolta gli amarantocelesti cedono alla Pallacanestro Cantù.
Nel contempo viene ufficializzato il suo incarico da capo allenatore della nazionale italiana under 20 in vista dell'europeo di categoria 2025 ad Heraklion in Grecia. La nazionale da lui condotta vince la medaglia d'oro battendo in finale la Lituania e dopo aver eliminato Serbia ed Israele rispettivamente in semifinale e quarti di finale.
Il 1º Giugno 2025 viene ufficializzato il suo passaggio dalla Sebastiani al Treviso Basket.

## Palmarès
- 1 Promozione in Serie A2 (assistant-coach NPC Rieti 2014-15)
- 1 Promozione in Serie A  (head-coach Scafati Basket 2021-22)
- Medaglia d'oro - Europeo 2025 Under 20 (CT nazionale italiana under 20)